# Russell W. Porter
Russell Williams Porter (13 de diciembre de 1871 – 22 de febrero de 1949) fue un artista, ingeniero, explorador y astrónomo aficionado estadounidense. Fue un pionero en el campo de las “ilustraciones con secciones en perspectiva", y también es conocido como uno de los padres de la moderna construcción de telescopios para aficionados.

## Biografía
Porter era el más joven de cinco hermanos. Nació en 1871 en Springfield (Vermont), hijo de Frederick y Caroline Porter. Desde pequeño ya mostró una gran habilidad artística. Se graduó en la Academia de Vermont en 1891, para estudiar ingeniería a continuación en la Universidad de Norwich y en la Universidad de Vermont, y completar su formación en arte y arquitectura en el Instituto de Tecnología de Massachusetts.

### Exploración ártica

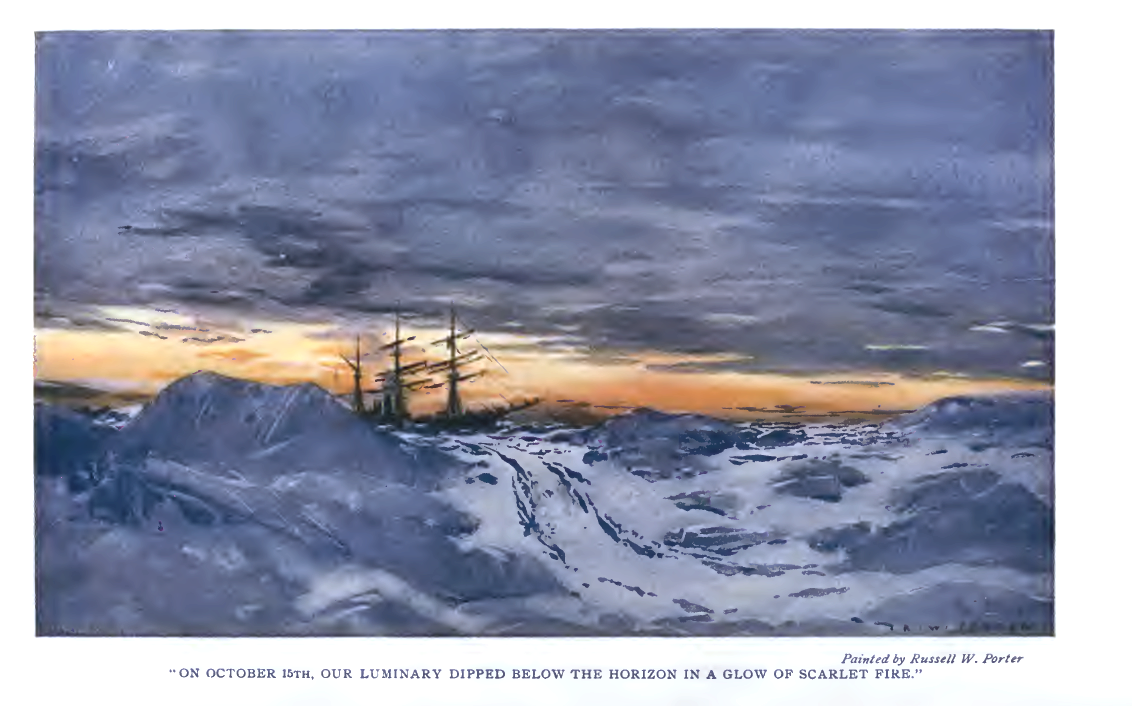
"El 15 de octubre, nuestro Luminary se sumergió bajo el horizonte en un fulgor de fuego escarlata," pintando por Russell W. Porter

Porter se interesó en el ártico cuando asistió a las conferencias de Robert Peary sobre Groenlandia en 1892. Se enroló en el velero Miranda como navegante y artista en la expedición de Frederick Cook a Groenlandia del año siguiente. El viaje acabó con el barco chocando con un iceberg y con la tripulación siendo rescatada por los inuit. Porter volvió a viajar al Ártico y Groenlandia con Peary otra vez en 1896; a la isla de Baffin en 1897; al Yukon durante la fiebre del oro en 1898; a la península del Labrador en 1899; y al norte de Groenlandia en 1900. Era el encargado de realizar las observaciones astronómicas en las expediciones polares patrocinadas por el financiero neoyorquino William Ziegler en 1901 y 1903. La segunda expedición permaneció aislada en el Ártico durante 3 años, cuando su barco, el yate de vapor América, fue aplastado y hundido por el hielo en la bahía de Teplitz de la Isla Rudolfo en el ártico ruso. En 1906 se enroló de nuevo con Cook en una expedición al monte McKinley en Alaska. La partida de Porter topografió un área de 7800 km² de la región (incluyendo una acuarela de la montaña), mientras que la partida de Cook intentaba coronar la montaña. Porter siempre se mostró escéptico sobre las declaraciones de Cook en las que  afirmaba haber alcanzado la cima del McKinley.

### Port Clyde, años en Maine
Después de sus aventuras árticas, Porter se afincó en Port Clyde, Maine, donde intentó organizar sin éxito una colonia de artistas, dedicándose finalmente al alquiler de casas rústicas y a la agricultura. Allí se casó con Alice Marshall, la administradora del correo local. Su hija Caroline nació en 1912. También se aficionó a la astronomía y a construir sus propios telescopios. Fue animado por su buen y antiguo amigo de Springfield, astrónomo aficionado y constructor de telescopios James Hartness. En 1913, Hartness envió a Porter libros y algunas ideas sobre la construcción de telescopios, junto con dos discos de vidrio de 16 pulgadas de diámetro. Porter los utilizó para construir un "reflector polar" de 16-pulgadas (410 mm) que ajustó al techo del gabinete de su casa, lo que le permitía observar el cielo con comodidad desde el interior caliente de su vivienda durante los largos inviernos de Maine. Porter escribió un artículo sobre su diseño para el número de mayo de 1916 de la revista Astronomía Popular. En 1913 se construyó una residencia con piedras recogidas en el campo, en un estilo que recordaba al de un castillo, con una habitación circular y una torre cuadrada, a la que llamó Fieldstone Castle. 
En 1915 regresó al MIT como profesor de arquitectura. Trabajó para la Agencia Nacional de Estándares, produciendo prismas y experimentando con el plateado de espejos durante la Primera Guerra Mundial.

## Springfield y Stellafane

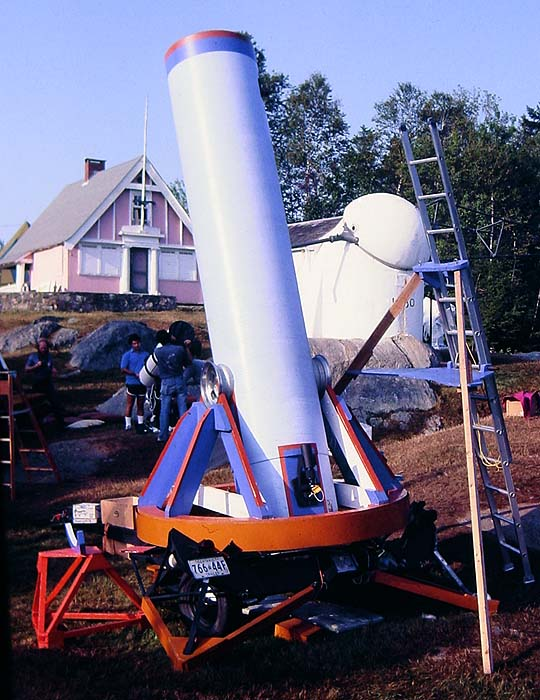
Un telescopio exhibido durante una Convención Stellafane durante los años 1980, con el "clubhouse" de color rosa y el Telescopio de Torreta de Porter al fondo

Porter volvió a Springfield, Vermont, en 1919 para trabajar en la compañía de fabricación de máquinas Jones & Lamson, de la que James Hartness era presidente. Allí  ayudó a Hartness para producir un comparador óptico, un instrumento para comprobar con exactitud la inclinación, el paso, y la huella de los hilos de los tornillos. También diseño para dicha empresa "The Porter Garden Telescope", un innovador telescopio ornamental de jardín.

### Fabricantes de Telescopios Springfield
En agosto de 1920, con la ayuda de Hartness, Porter inició un curso sobre cómo fabricar telescopios. Quince personas se apuntaron a aquel curso; 14 hombres, la mayoría de ellos trabajadores de Jones & Lamson; y una mujer, una profesora de escola. Porter les enseñó cómo construir reflectores newtonianos, mostrando todos los aspectos de la construcción del espejo, incluyendo el amolado, pulimento y prueba de sus propios espejos, y diseñando y construyendo monturas. Los miembros de este pequeño grupo decidieron formar un club astronómico, y el 7 de diciembre de 1923 celebraron la primera reunión de los Fabricantes de Telescopios de Springfield. A continuación construyeron un club para la asociación en una parcela de 120.000 m²  propiedad de Porter en Breezy Hill, fuera de la ciudad. Llamaron a su sede el Stellafane, palabra latina que significa santuario de las estrellas. Los Fabricantes de Telescopios de Springfield invitaron a otros grupos de aficionados a su sede en 1926, para comparar telescopios e intercambiar ideas. De esta pequeña reunión nació el acontecimiento anual llamado “Stellafane”, que se ha seguido celebrando desde entonces.
En 1925 Albert G. Ingalls presentó a Porter y a los Fabricantes de Telescopios de Springfield en dos artículos que escribió para la revista Scientific American. Los artículos contenían un gran despliegue de materias y de ilustraciones aportadas por Porter. Hubo tanto interés del público, que se creó una columna regular, titulada "El Astrónomo del Patio de Atrás". Mucha de la información de los artículos publicados por Ingalls en el Scientific American se recopiló en el libro "Amateur Telescope Making" (El Fabricante de Telescopios Aficionado) (Vols. 1-3), un trabajo que es conocido como "La biblia de la fabricación de telescopios", contribuyendo a crear un interés público duradero sobre la astronomía observacional.

## Monte Palomar

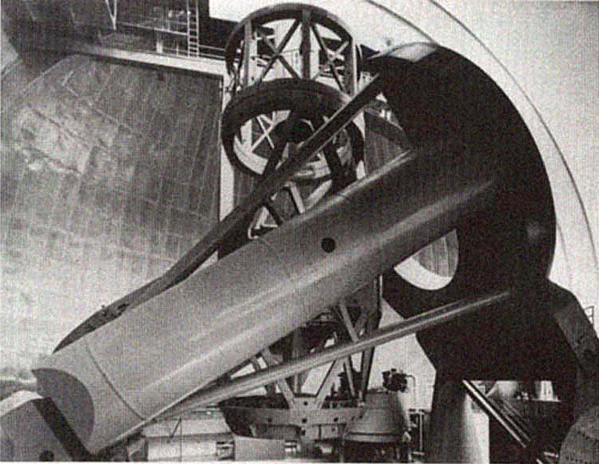
El telescopio Hale de 200 pulgadas en Monte Palomar

En 1927, por sugerencia de Ingalls, George Ellery Hale reclutó a Porter para trabajar en el diseño del que entonces iba a ser el telescopio más grande del mundo, Telescopio Hale  de 200-pulgadas (5100 mm) del Observatorio Palomar. Porter se instaló en Pasadena en diciembre de 1928 para trabajar como asociado en óptica y diseño del instrumento. Durante el desarrollo conceptual del telescopio, Porter produjo dibujos de secciones en perspectiva extremadamente detallados, notorios por su precisión y belleza. Los diseños de Porter fueron vitales para el éxito del gran telescopio, que fue completado en 1948.
Russell W. Porter murió en 1949 a consecuencia de un ataque cardíaco a los 77 años de edad.

## Eponimia
- El cráter lunar Porter lleva este nombre en su memoria.[16]
- El cráter marciano Porter también conmemora su nombre.[17]